# Onchocerca gutturosa
Onchocerca gutturosa är en rundmaskart. Onchocerca gutturosa ingår i släktet Onchocerca, och familjen Onchocercidae. Arten är reproducerande i Sverige.